# Chuyển mạch nhãn đa giao thức
Chuyển mạch nhãn đa giao thức (tiếng Anh: Multiprotocol Label Switching (MPLS)) là một loại kỹ thuật phân phát gói tin từ nguồn tới đích cho các mạng viễn thông hiệu suất cao. MPLS gửi dữ liệu từ một nút mạng tới nút tiếp theo dựa trên các nhãn đường dẫn ngắn hơn là các địa chỉ mạng dường dài, tránh các tra cứu phức tạp trong một bảng định tuyến. MPLS sử dụng định tuyến cưỡng bức để xác định các đường mà luồng lưu lượng sẽ đi ngang qua đó và xác định đích tới của các gói chuyển mạch nhãn sử dụng các đường được xác định trước đó. MPLS có thể đóng gói các gói tin của các giao thức mạng khác nhau, do đó nó có tên "multiprotocol". MPLS hỗ trợ một loạt các công nghệ truy cập, bao gồm T1 / E1, ATM, Frame Relay và DSL.

## Lịch sử
- 1994: Toshiba đã trình bày ý tưởng Bộ chuyển mạch di động (CSR) cho IETF BOF
- 1996: Ipsilon, Cisco và IBM đã công bố kế hoạch chuyển đổi nhãn
- 1997: Thành lập nhóm làm việc MPLS của IETF
- 1999: Triển khai MPLS VPN (L3VPN) và TE đầu tiên
- 2000: Kỹ thuật giao thông MPLS
- 2001: Yêu cầu Nhận xét MPLS đầu tiên (RFC)
- 2002: AToM (L2VPN)
- 2004: GMPLS; L3VPN quy mô lớn
- 2006: TE "Harsh" quy mô lớn
- 2007: L2VPN quy mô lớn
- 2009: Chuyển đổi nhãn Multicast
- 2011: Hồ sơ vận chuyển MPLS

Năm 1996, một nhóm từ Ipsilon Networks đã đề xuất một "giao thức quản lý dòng chảy". Công nghệ "Chuyển mạch IP" của họ, được xác định chỉ hoạt động trên ATM, đã không đạt được sự thống trị thị trường. Cisco Systems đã giới thiệu một đề xuất liên quan, không giới hạn đối với truyền ATM, được gọi là "Chuyển đổi thẻ" (với TDP Giao thức phân phối thẻ). Đó là một đề xuất độc quyền của Cisco và được đổi tên thành "Chuyển đổi nhãn". Nó đã được bàn giao cho Lực lượng đặc nhiệm kỹ thuật Internet (IETF) để chuẩn hóa mở. Công việc của IETF liên quan đến các đề xuất từ các nhà cung cấp khác và phát triển giao thức đồng thuận kết hợp các tính năng từ công việc của một số nhà cung cấp.
Một động lực ban đầu là cho phép tạo ra các thiết bị chuyển mạch tốc độ cao đơn giản vì trong một khoảng thời gian đáng kể, không thể chuyển tiếp các gói IP hoàn toàn trong phần cứng. Tuy nhiên, những tiến bộ trong VLSI đã làm cho các thiết bị như vậy có thể. Do đó, ưu điểm của MPLS chủ yếu xoay quanh khả năng hỗ trợ nhiều mô hình dịch vụ và thực hiện quản lý lưu lượng. MPLS cũng cung cấp một khung khôi phục mạnh mẽ vượt xa các vòng bảo vệ đơn giản của mạng quang đồng bộ (SONET / SDH).